# Ukraines Kommunistiske Parti (bolsjevikker)
Ukraines Kommunistiske Parti (bolsjevikker) (Ukrainsk: Комуністична Партія України Komunistychna Partiya Ukrayiny, КПУ, KPU ) var et ukrainsk kommunistisk parti som eksisterede mellem 1918 og 1991. Partiet blev grundlagt af Mykola Skrypnyk, og var en ukrainsk udgave af Sovjetunionens kommunistiske parti (SUKP). Indtil 1943 medlem af Komintern, indtil 1956 også af Kominform.

## Parti hovedkvarter
| Periode     | Billede | Bygning                                       |
| ----------- | ------- | --------------------------------------------- |
| 1922 - 1934 |         | Building of Noble Assembly, Kharkiv           |
| 1934 - 1938 |         | Security Service of Ukraine building, Kiev    |
| 1938 - 1941 |         | Building of Ministry of Foreign Affairs, Kiev |
| 1943 - 1991 |         | Presidential Administration Building (Kiev)   |